# Жак Лаффіт
Жак Лаффіт (фр. Jacques Laffitte; 24 жовтня 1767, Байонна — 26 травня 1844, Париж
) — французький банкір, політик і державний діяч, який з 2 листопада 1830 по 13 березня 1831, перебуваючи на посаді прем'єр-міністра, очолював кабінет міністрів за Липневої монархії.

## Біографія
Жак Лаффіт був одним із десяти дітей у сім'ї тесляра. Служив прикажчиком у банкіра Перрего в Парижі, в 1800 році він став партнером, потім став спадкоємцем його підприємства. З 1809 до 1831 — член правління Банку Франції, в 1814—1820 роках — його керівник. Президент Торгово-промислової палати у 1810—1811 роках.
З 1814 до самої смерті, з невеликими перервами, Лаффіт був членом палати депутатів.
Під час Реставрації Бурбонів він належав до опозиції і був одним з тих небагатьох ліберальних політичних діячів, які з самого початку прагнули закликання на французький трон Луї-Філіппа Орлеанського.
У 1824 Лаффіт розійшовся зі своїми однодумцями, підтримуючи зроблену Віллелем вельми непопулярну конверсію державного боргу. Свою точку зору на цей предмет він захищав у книзі: «Reflexions sur la réduction de la rente et sur l'état du crédit».
Своєю протидією міністерству з інших питань він відновив свою популярність, що похитнулася, і в 1830 був одним з найвизначніших очільників тієї партії, яка скористалася результатами Липневої революції. З 29 липня його готель став центром зборів, на яких під його головуванням обговорювався порядок денний. Лаффіт був головою зборів депутатів і 30 липня в Бурбонському палаці, коли герцог Орлеанський, за його пропозицією, був призначений намісником королівства. Він же написав лист герцогу, що переховувався, і спонукав останнього почати діяти. Разом з тим Лаффіта було обрано 29 липня членом муніципальної комісії, яка була в ті дні тимчасовим урядом.
У міністерстві, організованому Луї-Філіппом 1 серпня 1830, Лаффіт спочатку був міністром без портфеля, але 3 листопада йому було доручено утворити кабінет, в якому він взяв собі міністерство фінансів. На посаді голови кабінету він не виявив особливих здібностей, бо вагався між різнорідними течіями, підтримував пропозиції, яким не міг співчувати. Так, він провів закон про друк (запорука для газет була тільки знижена, але не скасована), своєю нерішучістю налаштувавши проти себе міністра внутрішніх справ Дюпона. Запропонований міністерством Лаффіта виборчий закон видався недостатньо ліберальним навіть палаті депутатів, де панувала поміркована партія. Головною справою міністерства Лаффіта було проведення процесу над міністрами Карла Х.
Поступово Лаффіт втрачав своїх прихильників з лівого середовища і жертвував ними на догоду королю й правої партії (Дюпон, Оділон Барро, Бод). Становище його кабміну робилося все більш хитким, але він все ще тримався за владу. У лютому 1831 король приховав від нього депешу посланця в Відні, Мезона, боячись, що вона може сприяти війні з Австрією. Але й після цієї образи Лаффіт залишався міністром і лише 13 березня поступився місцем консервативному міністерству Казимира П'єра Пер'є.
Засмучений і роздратований Жак Лаффіт перейшов у жорстку опозицію до уряду, але його роль відтоді була особливо помітною. У 1843 Лаффіт був обраний президентом палати.
Ще в 1828, внаслідок загальної фінансової кризи, кредит банківського дому Лаффіта похитнувся. Революція підірвала його ще більше, крім того, Лаффіт під час революції заробив величезні борги. Його банк, незважаючи на грошову допомогу з боку короля, у січні 1831 повинен був припинити платежі. Продавши всі свої маєтки і свій історичний готель у Парижі за 50 млн франків, він встиг покрити свої борги і в 1837 заснував кредитний банк, який мав успіх, але теж був закритий в 1848 році.